# Centre-ville de Tarbes
Centre-ville est un quartier de la ville de Tarbes, dans le département français des Hautes-Pyrénées.

## Géographie
Le quartier est situé au centre de la ville, entre le quartier de Sainte-Anne à l'ouest, le quartier Martinet au nord, le quartier de Mouysset à l'est, le quartier d’Ormeau-Figarol au sud et le quartier de  La Gespe au sud-ouest.

## Morphologie urbaine
Le quartier est occupé par des maisons traditionnelles dans l’ancien bourg, des pavillons, des résidences multiples.
Le quartier contient les secteurs de :  Brauhauban , Marcadieu, Saint-Jean, Sainte-Thérèse, Massey,  La Sède .

## Évolution démographique
| 2012   | 2015  | 2019  |
| ------ | ----- | ----- |
| 10 103 | 9 574 | 9 457 |

### Découpage territorial
Il est composé de cinq IRIS : Barrère, Préfecture, Hôtel de ville, Marcadieu et Place de Verdun.

## Noms de certaines rues du quartier
- Rue Maréchal Foch qui relie la place de Verdun à la place Marcadieu.
- Rue Larrey en sens ouest-est.
- Rue Brauhauban voie piétonne commerçante.
- Rue Massey au départ de la place de Verdun en direction du nord.
- Avenue Bertrand Barère qui relie la place de Verdun à la gare.
- Rue Georges-Clemenceau au départ de la place de Verdun en direction de l'est.
- Quai Estevenet qui doit son nom à Léon Jean-Pierre Estevenet (1828-1908), natif des Hautes-Pyrénées, banquier et résidant de Tarbes, qui repose au cimetière Saint-Jean.

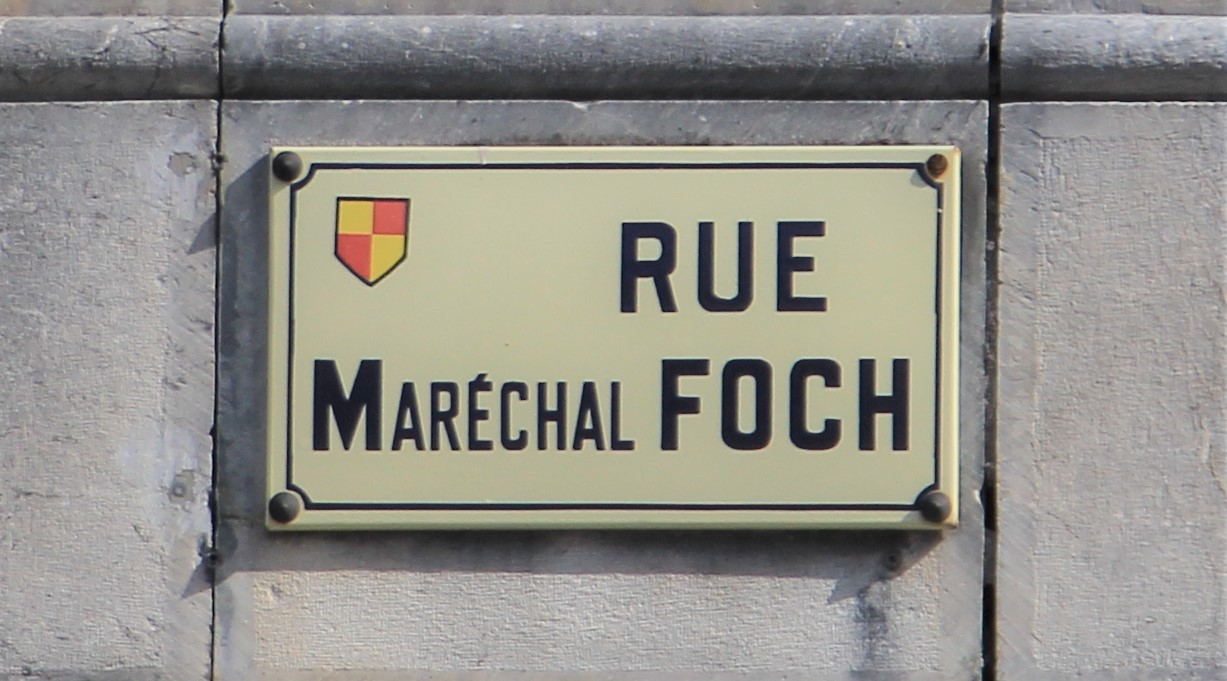
Rue du Maréchal-Foch
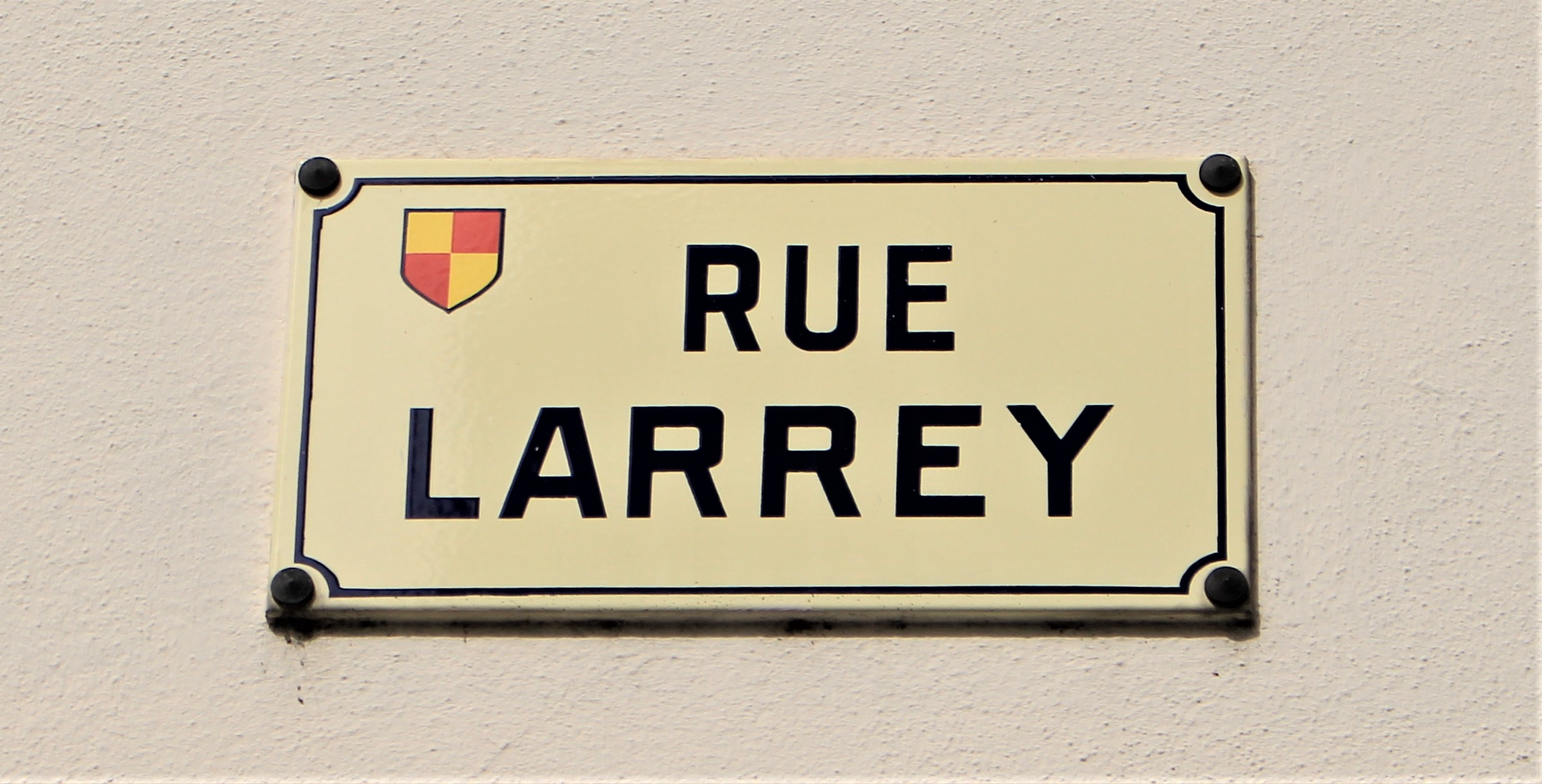
Rue Larrey
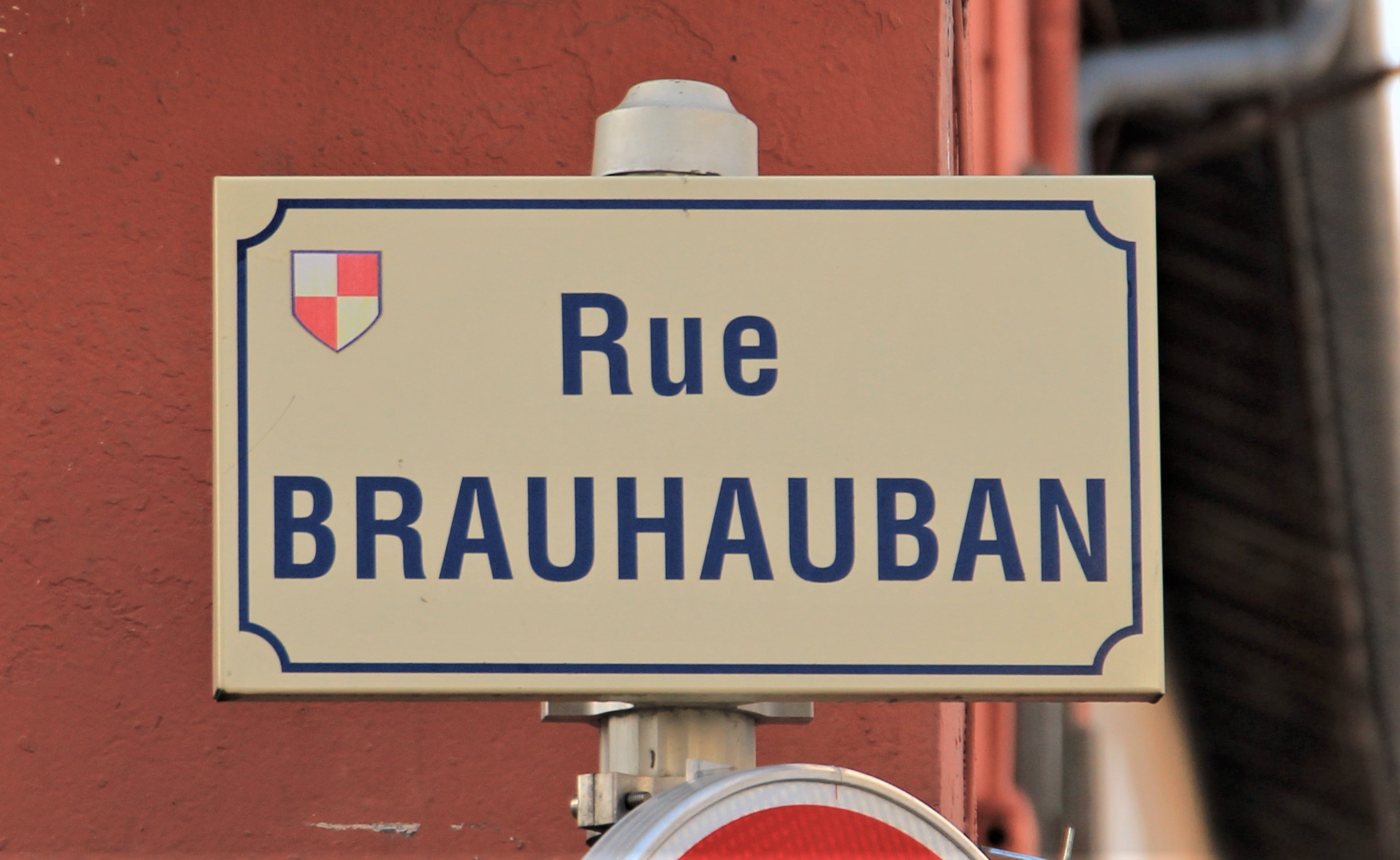
Rue Brauhauban
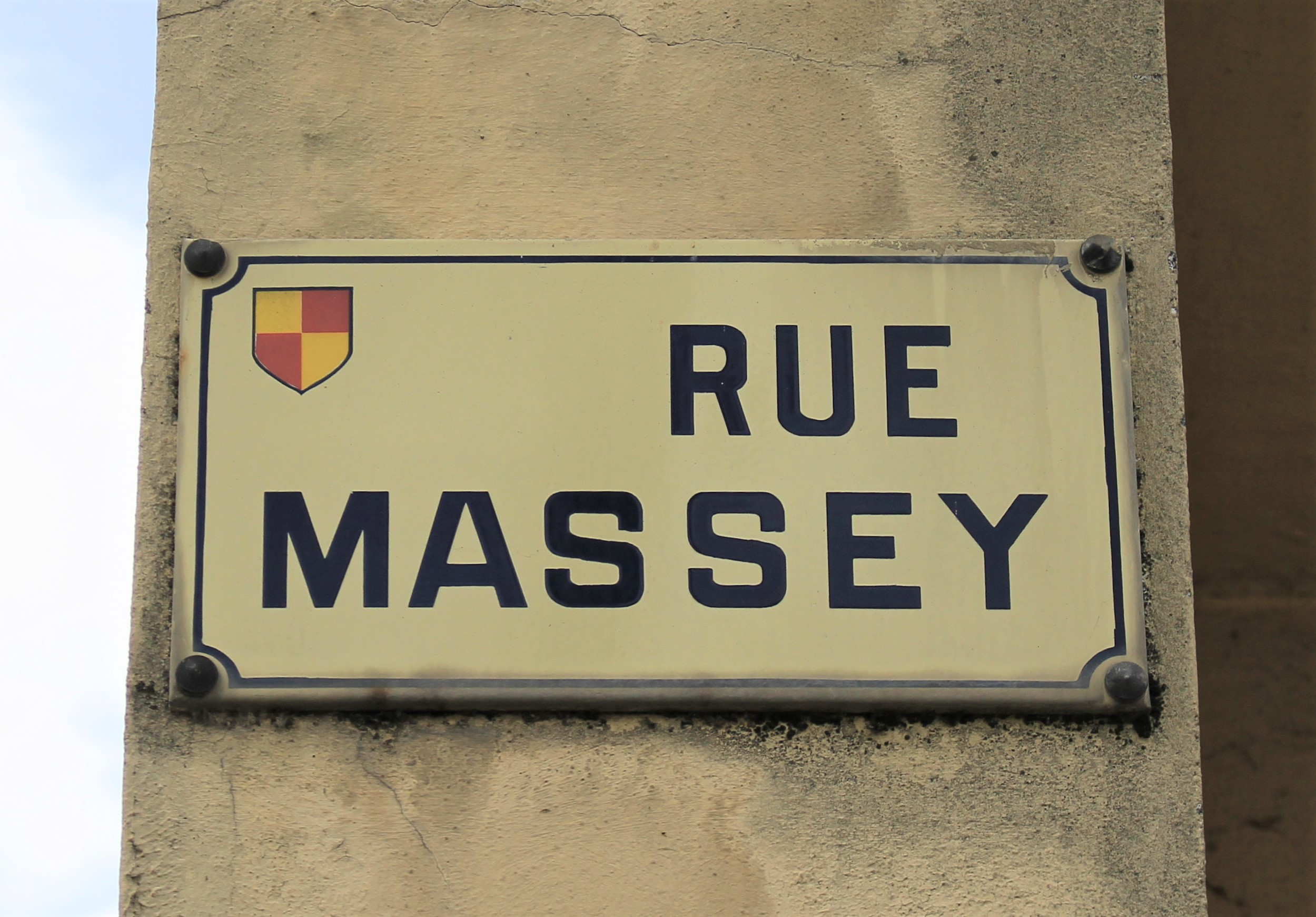
Rue Massey
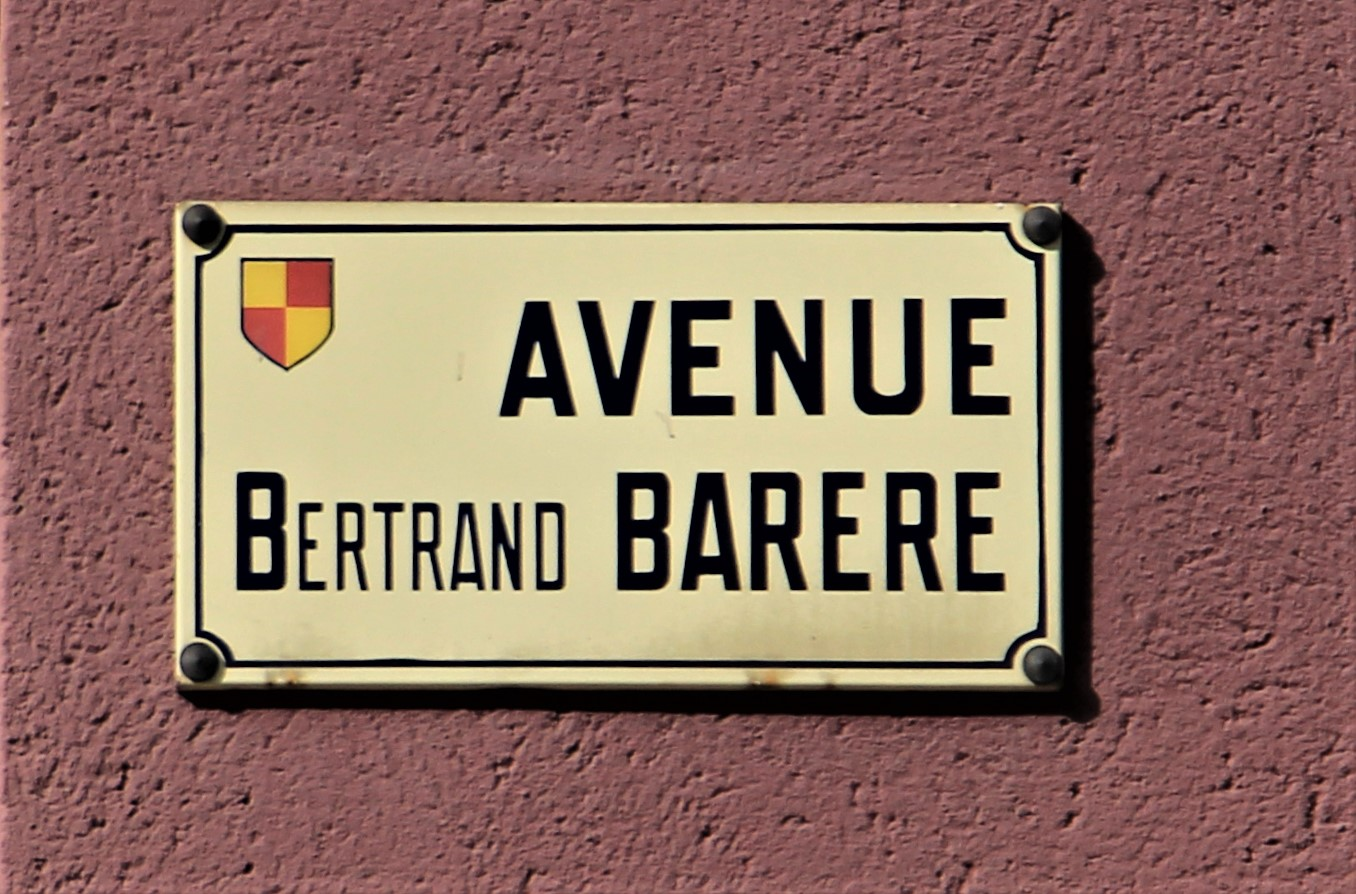
Avenue Bertrand Barère
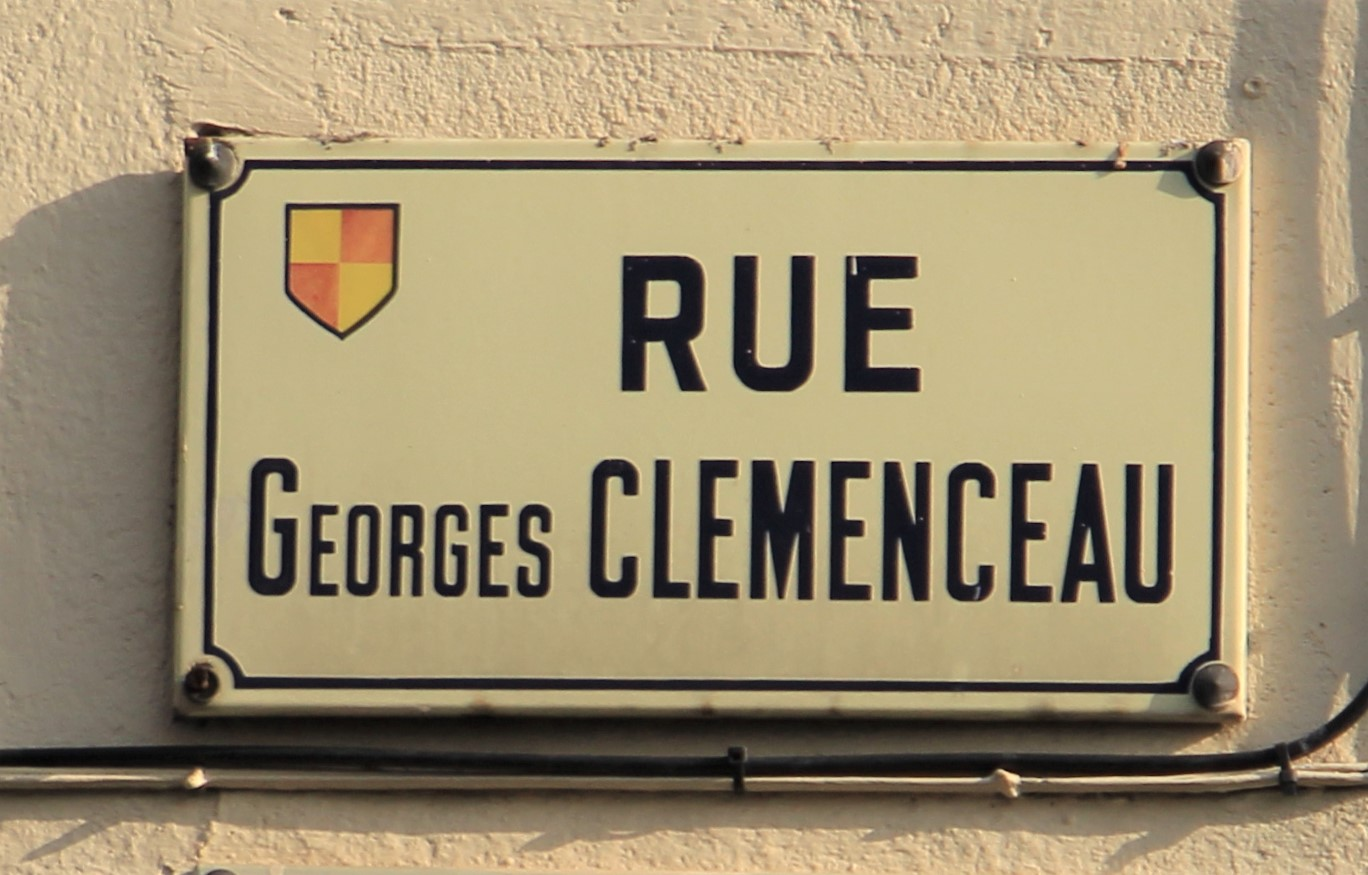
Rue Georges-Clemenceau

## Parcs et places
- Jardin Massey, jardin public.

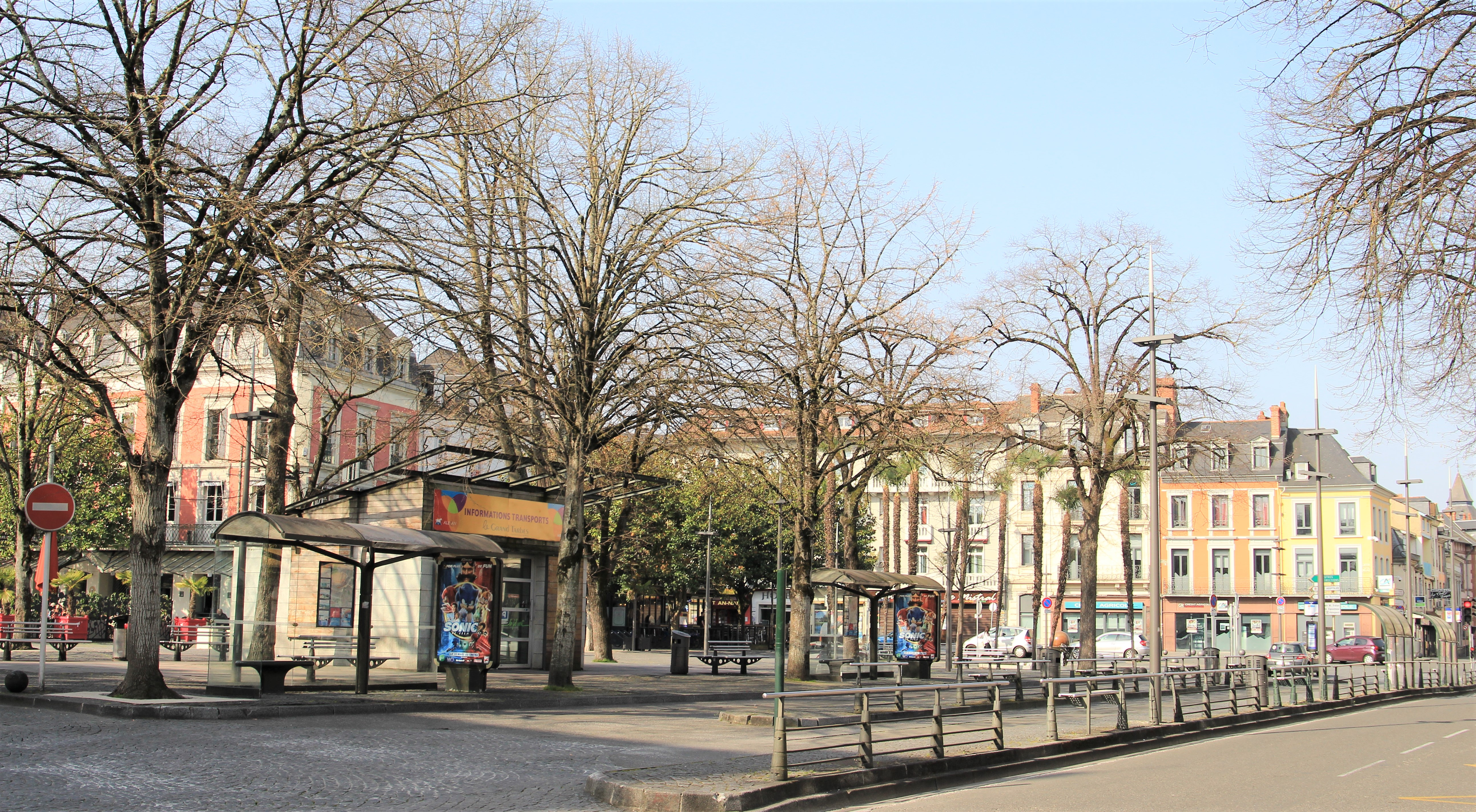
Place de Verdun.

- Place de Verdun centre historique de la commune.
- Place Marcadieu, place du marché.
- Place Jean Jaurès (place de la mairie)
- Place au Bois.
- Place du Foirail, ancienne place du marché aux bestiaux.
- Place Parmentier.
- Place Montaut.
- Place Saint-Jean, accolée à l'église.

## Enseignement

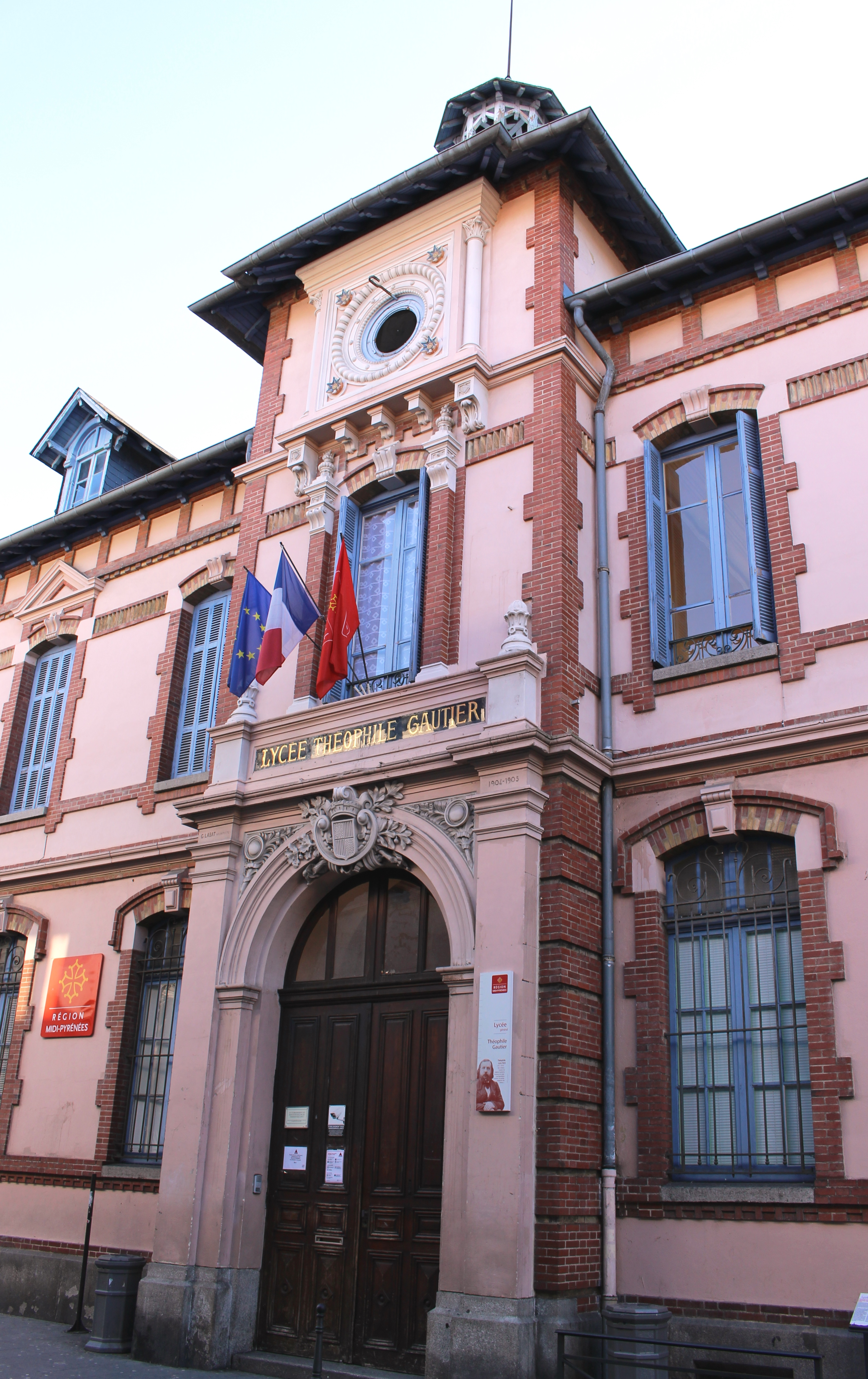
Lycée Théophile-Gautier.

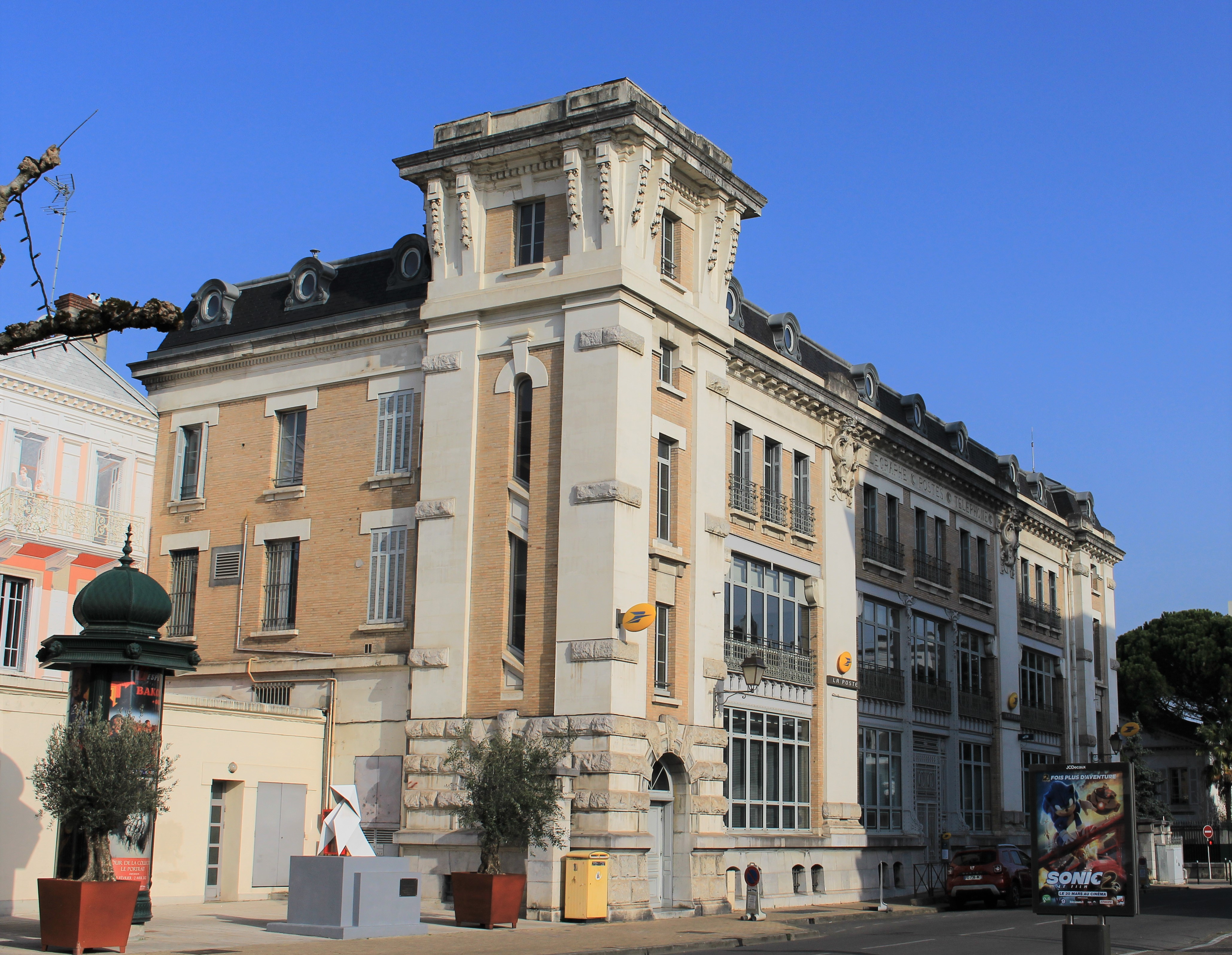
La Poste principale.

### École maternelle et élémentaire
- École publique Michelet.
- École publique Berthelot.
- École publique Jean-de-La Fontaine.
- École publique Voltaire.
- Institution privée Jeanne-d'Arc.

### Écoles primaires
Tarbes dispose de 16 écoles primaires : 12 publiques et 4 privées.
- École publique Paul-Bert.
- Institution privée Jeanne-d'Arc.
- École privée Saint-Joseph.
- Institution privée Sainte-Thérèse.
- École privée Pradeau-La Sède.

### Collèges
- Collège public Desaix.
- Collège public Massey.
- Collège privé Jeanne-d'Arc.

### Lycées
- Lycée public Théophile-Gautier.
- Lycée privé Jeanne-d'Arc.
- Lycée privé Saint-Vincent-de-Paul.

## Lieux de culte
- Cathédrale Notre-Dame-de-la-Sède.
- Église Sainte-Thérèse.
- Église Saint-Jean-Baptiste.

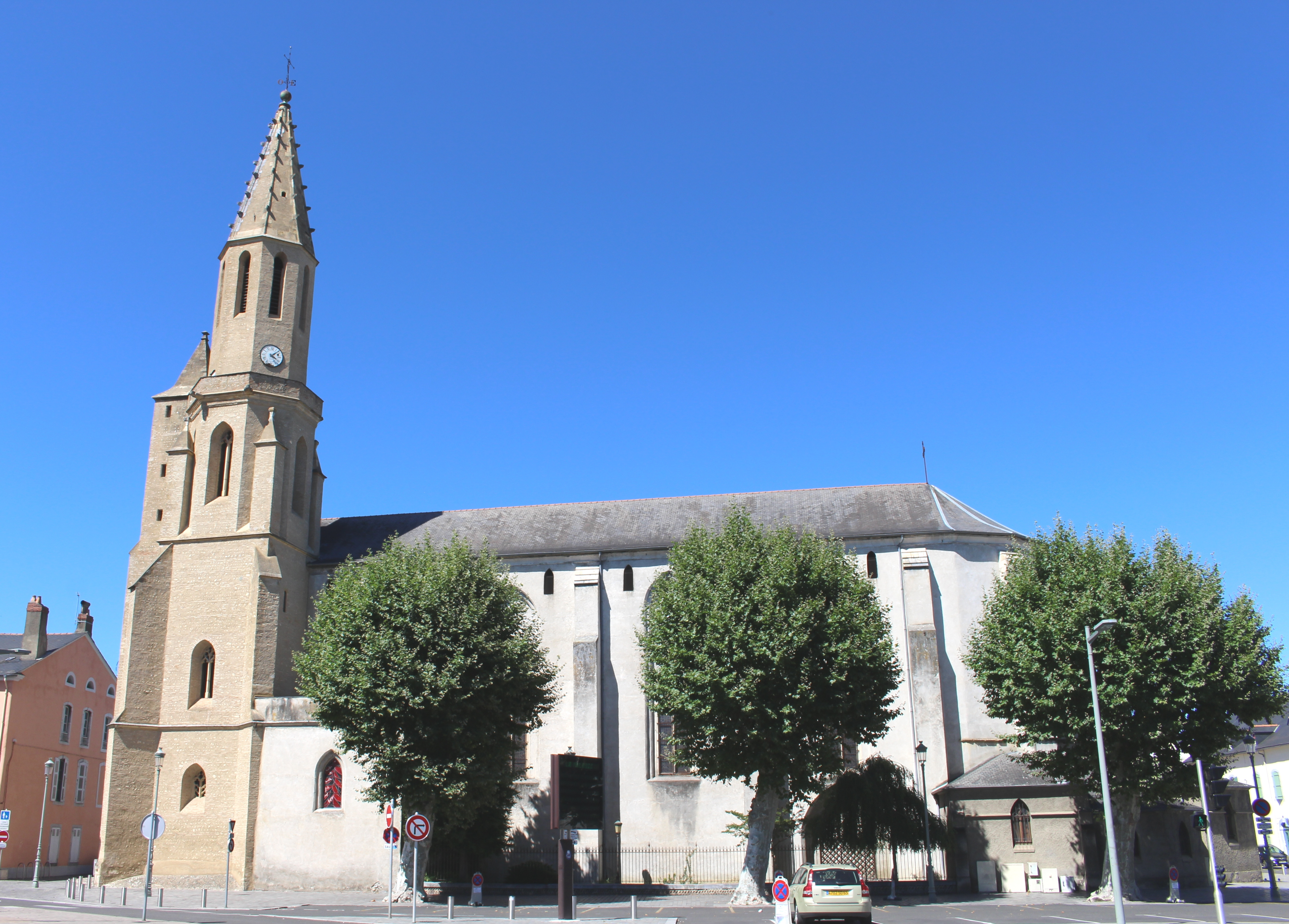
L'Église Sainte-Thérèse.

- Temple de l'église protestante unie de France de Tarbes, avenue du régiment de Bigorre.
- Chapelle Saint-Dominique.
- Chapelle Marie-Saint-Frai.
- Chapelle du conservatoire.

## Infrastructures

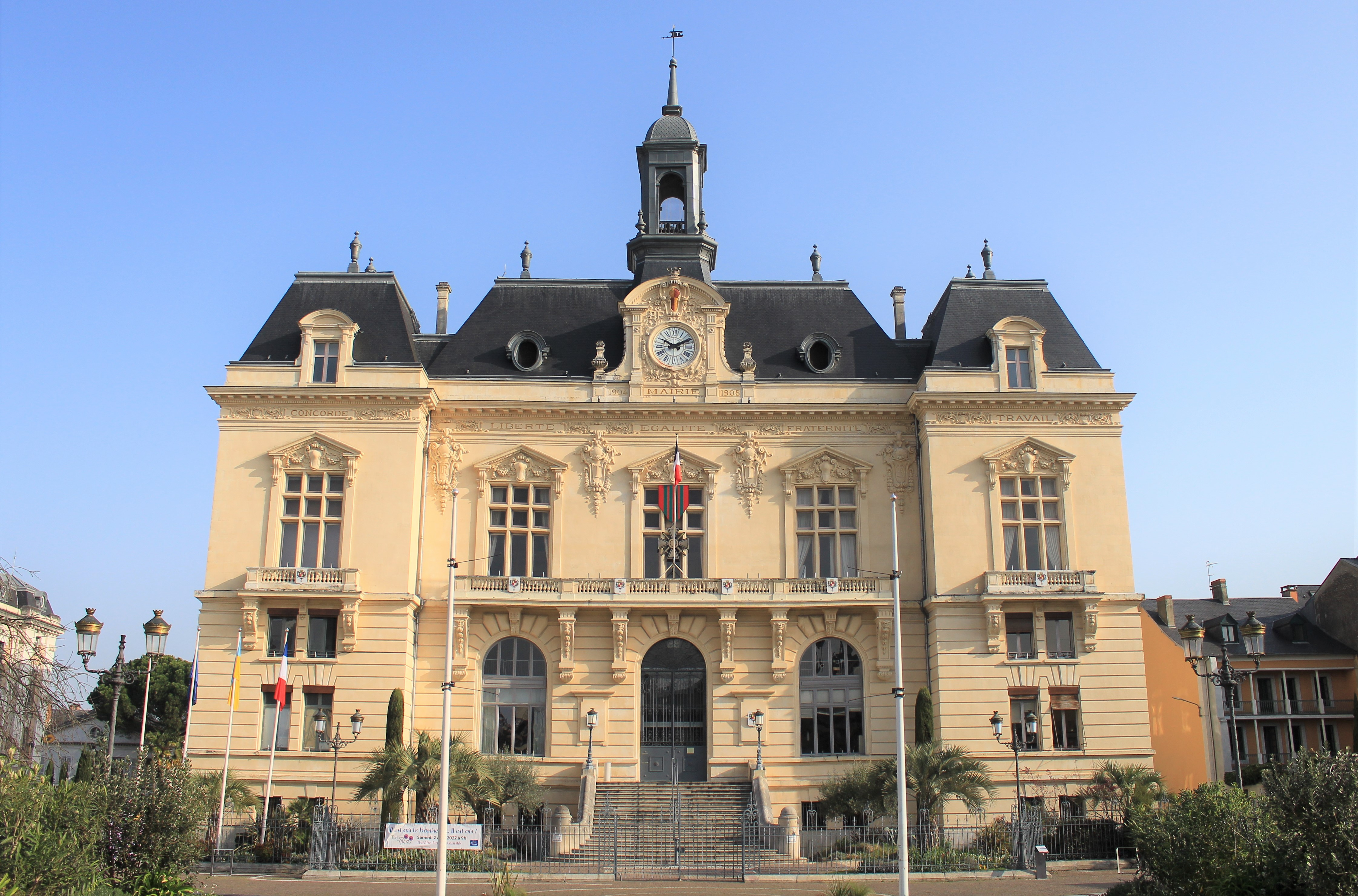
La Mairie.

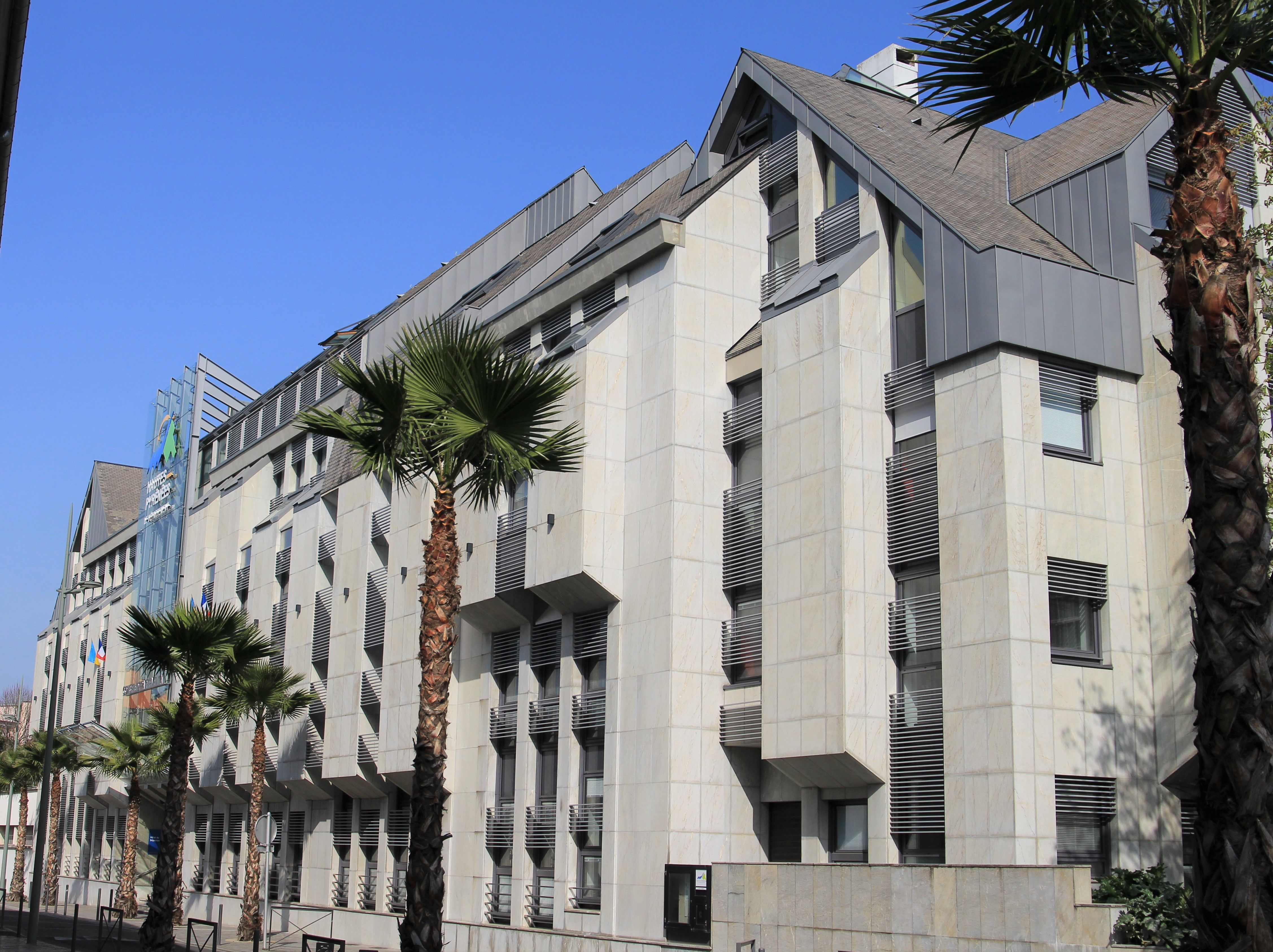
Le Conseil départemental.

### Édifices publics
- Mairie-Hôtel de ville.
- Préfecture des Hautes-Pyrénées.
- Conseil départemental des Hautes-Pyrénées.
- Archives départementales des Hautes-Pyrénées.
- Monument aux morts des Hautes-Pyrénées.
- Mémorial des Martyrs de la Déportation.
- Halle Brauhauban et halle Marcadieu, marchés alimentaire.
- Tribunal judiciaire de Tarbes.
- Le Commissariat de police.

### Médicales
- Centre hospitalier de Bigorre : Ayguerote.

### Sportives
- Gymnase Massey.
- Terrains de tennis du parc Berrens, qui accueille le club de tennis de l’UAT.

### Musées

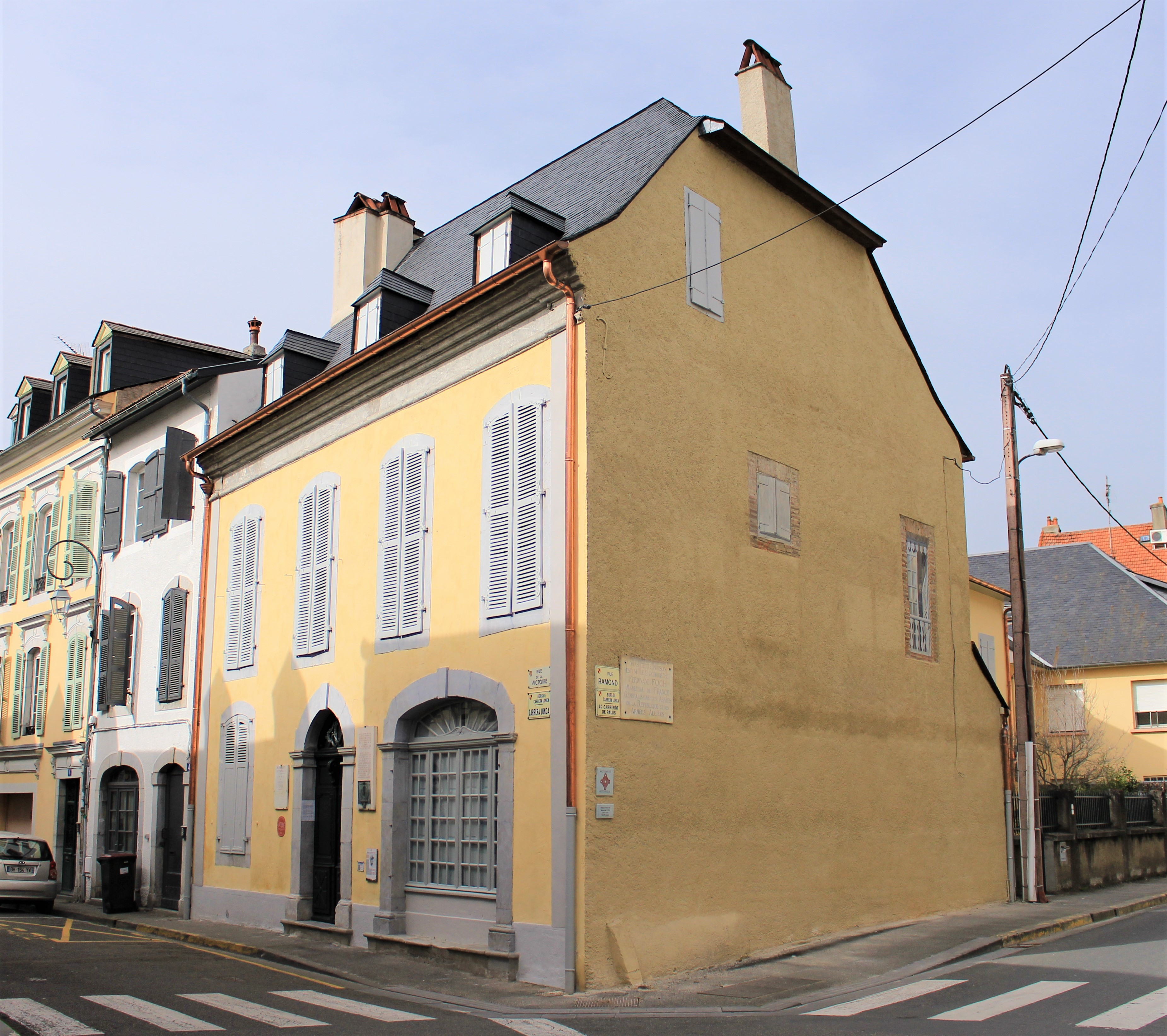
La Maison natale Foch.

- Musée de la Résistance et de la Déportation.
- Maison natale du maréchal Foch classée aux monuments historiques.
- Musée Massey.

### Cultures
- Médiathèque Louis-Aragon.
- Conservatoire Henri Duparc.

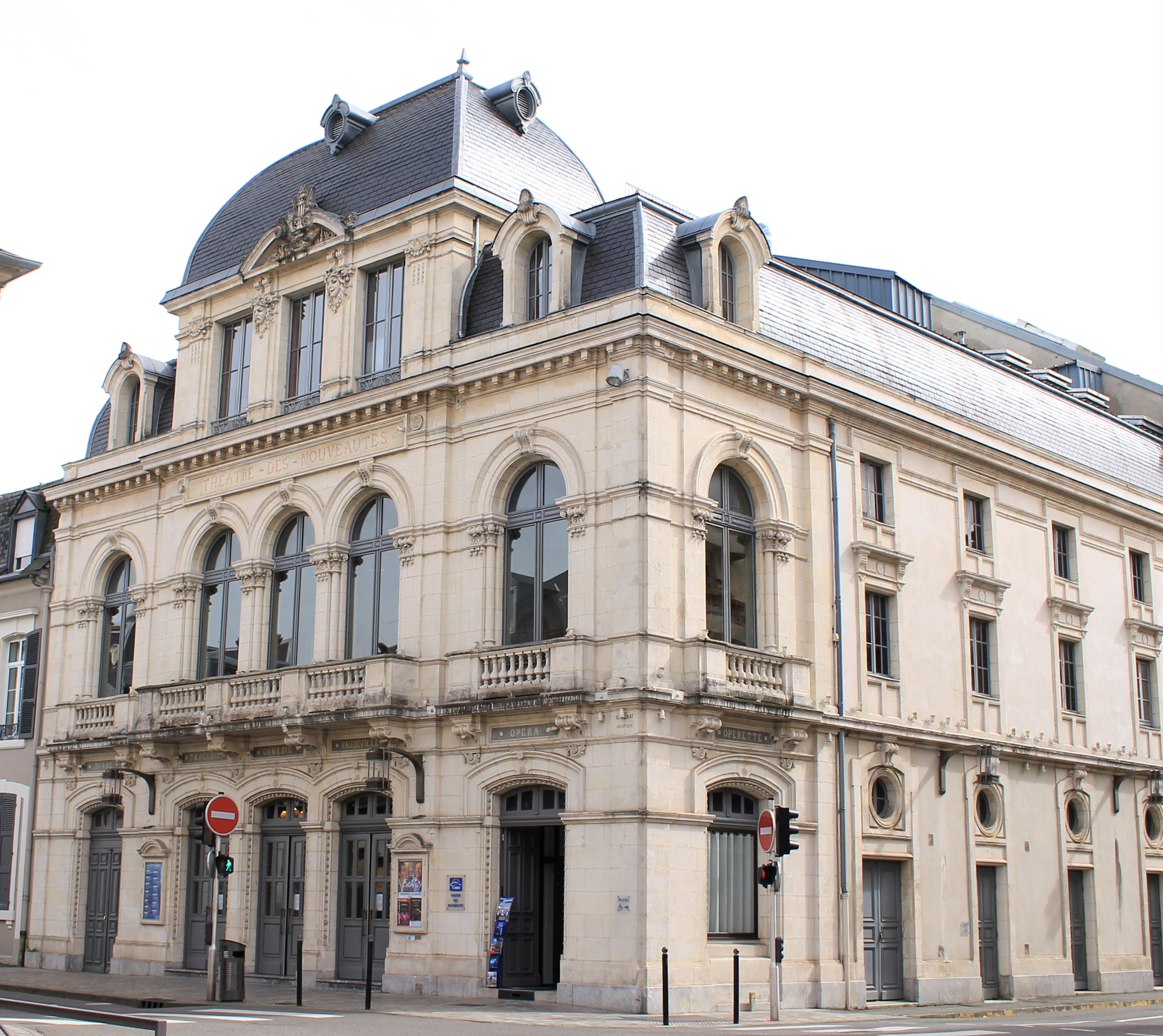
Théâtre des Nouveautés.
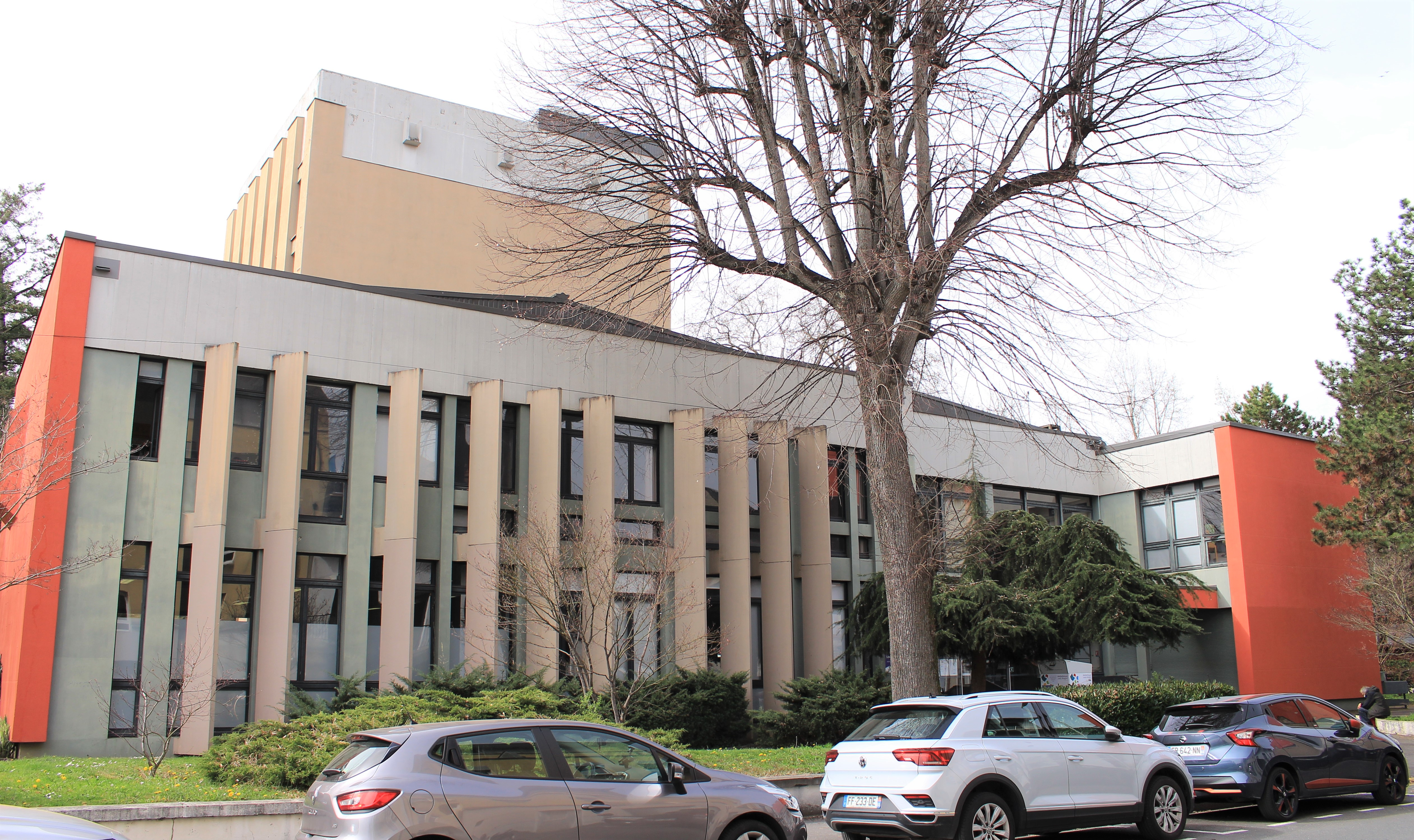
Médiathèque Louis Aragon.
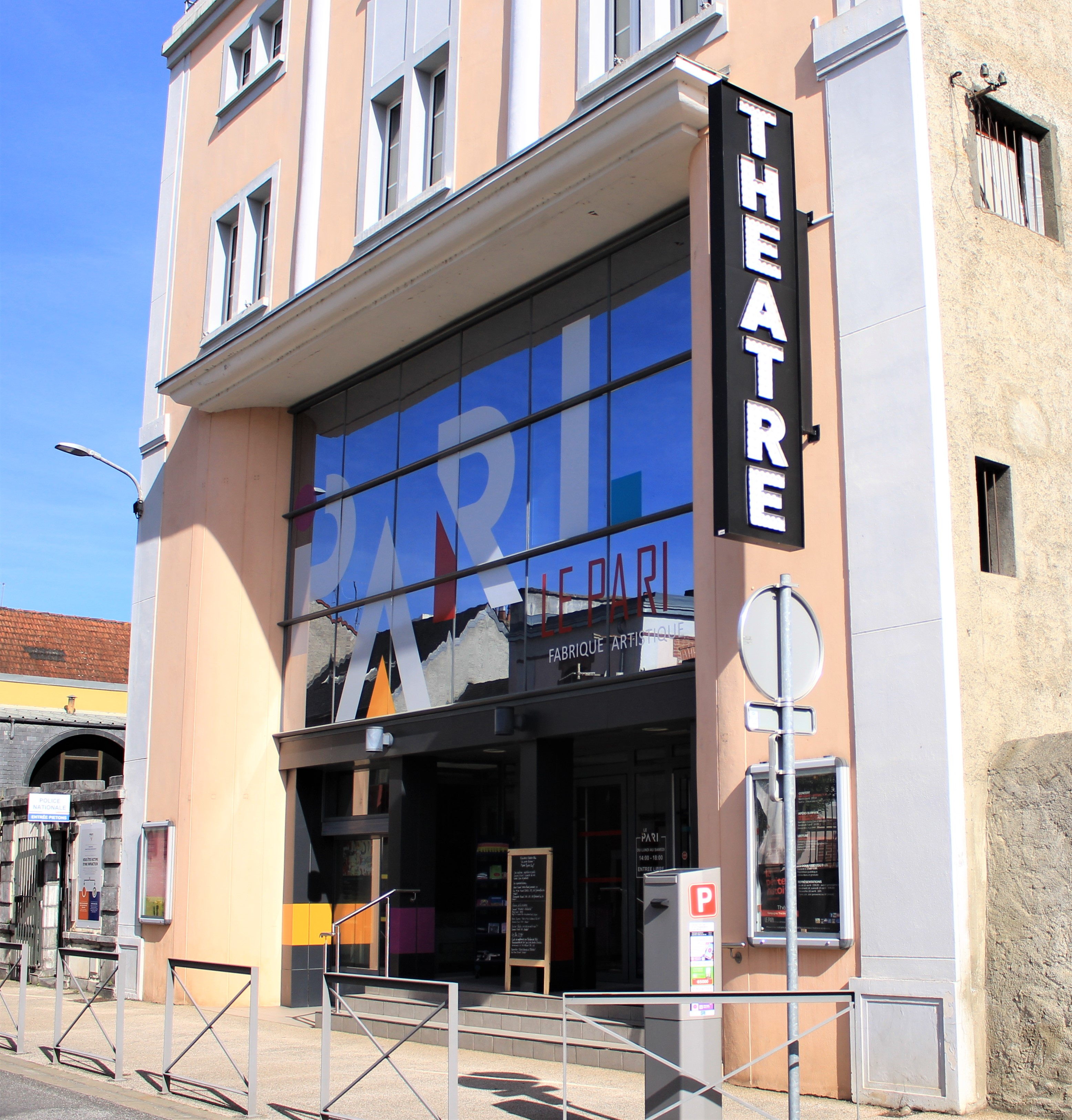
Théâtre Le Pari

- Théâtre des Nouveautés.
- Médiathèque Louis Aragon .
- Théâtre Le Pari.

#### Sculptures
- Monument à Danton.
- Monument à Larrey.
- Statue du Maréchal Foch.
- Fontaine des quatre vallées.
- Fontaine Montaut.

## Personnalités liées au quartier
- Placide Massey, botaniste, qui a légué son jardin pour en faire un parc.
- Louis-Alexandre Fosseries, Baron de de Gonnès, ancien maire de Tarbes, qui a donné son nom à la rue de Gonnès et qui repose au cimetière Saint-Jean.

## Transports
C'est l'entreprise Keolis qui exploite les lignes urbaines de bus de Tarbes, depuis le 17 octobre 2020.